# Villesèque-des-Corbières
Ne doit pas être confondu avec Villesèque.
Villesèque-des-Corbières  est une commune française située dans l'est du département de l'Aude, en région Occitanie.
Sur le plan historique et culturel, la commune fait partie du massif des Corbières, un chaos calcaire formant la transition entre le Massif central et les Pyrénées. Exposée à un climat méditerranéen, elle est drainée par le Berre et par divers autres petits cours d'eau. Incluse dans le parc naturel régional de la Narbonnaise en Méditerranée, la commune possède un patrimoine naturel remarquable : un site Natura 2000 (les « Corbières orientales ») et six zones naturelles d'intérêt écologique, faunistique et floristique.
Villesèque-des-Corbières est une commune rurale qui compte 379 habitants en 2022, après avoir connu un pic de population de 882 habitants en 1881. Elle fait partie de l'aire d'attraction de Narbonne. Ses habitants sont appelés les Villeséquois et Villeséquoises.
Le patrimoine architectural de la commune comprend un immeuble protégé au titre des monuments historiques : la chapelle de Gléon, inscrite en 1984.

## Géographie
Commune située dans les Corbières, massif de Fontfroide, à l'ouest de Sigean.

### Communes limitrophes
Les communes limitrophes sont  Durban-Corbières, Fontjoncouse, Fraissé-des-Corbières, Portel-des-Corbières, Roquefort-des-Corbières et Saint-André-de-Roquelongue.
| Fontjoncouse     | Saint-André-de-Roquelongue | Portel-des-Corbières    |
| Durban-Corbières | Villesèque-des-Corbières   | Roquefort-des-Corbières |
|                  | Fraissé-des-Corbières      |                         |

### Hydrographie
La commune est dans la région hydrographique « Côtiers méditerranéens », au sein du bassin hydrographique Rhône-Méditerranée-Corse. Elle est drainée par la Berre, le ruisseau de Bébèdou, le ruisseau de Fitou, le ruisseau de la Cabayride, le ruisseau de la Font, le ruisseau de la Taillade, le ruisseau de Linas, le ruisseau de Matomègne, le ruisseau de Pech Fourcan, le ruisseau de Ripaud, le ruisseau de Saint-Pierre, le ruisseau de Sajobert, le ruisseau de Teulière, le ruisseau du Génibret et, qui constituent un réseau hydrographique de 28 km de longueur totale,.
La Berre, d'une longueur totale de 52,7 km, prend sa source dans la commune de Quintillan et s'écoule d'ouest en est. Elle traverse la commune et se jette dans le golfe du Lion à Port-la-Nouvelle, après avoir traversé 10 communes.

### Climat
Pour des articles plus généraux, voir Climat de l'Occitanie et Climat de l'Aude.
En 2010, le climat de la commune est de type climat méditerranéen franc, selon une étude s'appuyant sur une série de données couvrant la période 1971-2000. En 2020, Météo-France publie une typologie des climats de la France métropolitaine dans laquelle la commune est exposée à un climat méditerranéen et est dans la région climatique Provence, Languedoc-Roussillon, caractérisée par une pluviométrie faible en été, un très bon ensoleillement (2 600 h/an), un été chaud (21,5 °C), un air très sec en été, sec en toutes saisons, des vents forts (fréquence de 40 à 50 % de vents > 5 m/s) et peu de brouillards.
Pour la période 1971-2000, la température annuelle moyenne est de 14,6 °C, avec une amplitude thermique annuelle de 15,5 °C. Le cumul annuel moyen de précipitations est de 638 mm, avec 6,6 jours de précipitations en janvier et 2,7 jours en juillet. Pour la période 1991-2020, la température moyenne annuelle observée sur la station météorologique la plus proche, située sur la commune de Durban-Corbières à 3 km à vol d'oiseau, est de 15,0 °C et le cumul annuel moyen de précipitations est de 701,0 mm,. Pour l'avenir, les paramètres climatiques de la commune estimés pour 2050 selon différents scénarios d’émission de gaz à effet de serre sont consultables sur un site dédié publié par Météo-France en novembre 2022.

### Milieux naturels et biodiversité

#### Espaces protégés
La protection réglementaire est le mode d’intervention le plus fort pour préserver des espaces naturels remarquables et leur biodiversité associée,.
La commune fait partie du parc naturel régional de la Narbonnaise en Méditerranée, créé en 2003 et d'une superficie de 68 350 ha, qui s'étend sur 21 communes du département. Composé de la majeure partie des milieux lagunaires du littoral audois et de ses massifs environnants, ce territoire représente en France l’un des rares et derniers grands sites naturels préservés, de cette ampleur et de cette diversité en bordure de Méditerranée (Golfe du Lion).

#### Réseau Natura 2000

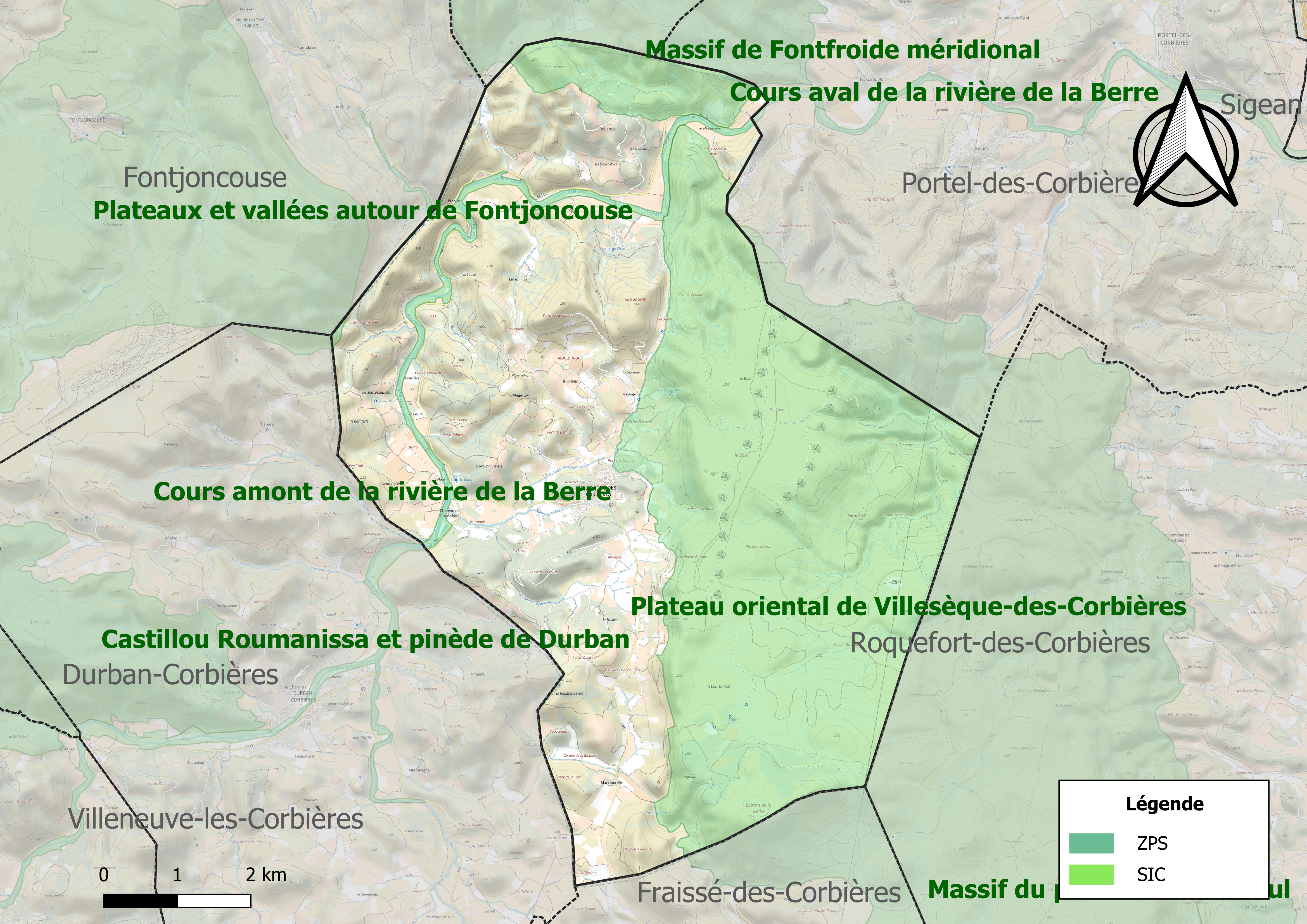
Sites Natura 2000 sur le territoire communal.

Le réseau Natura 2000 est un réseau écologique européen de sites naturels d'intérêt écologique élaboré à partir des directives habitats et oiseaux, constitué de zones spéciales de conservation (ZSC) et de zones de protection spéciale (ZPS).
Un site Natura 2000 a été défini sur la commune au titre  de la directive oiseaux : les « Corbières orientales », d'une superficie de 25 371 ha, correspondant à la partie la plus orientale du massif des Corbières audoises. Ce site inclut, dans sa partie la plus orientale, le couloir de migration majeur du littoral languedocien, d'où la présence régulière d'espèces en étape migratoire.

#### Zones naturelles d'intérêt écologique, faunistique et floristique
L’inventaire des zones naturelles d'intérêt écologique, faunistique et floristique (ZNIEFF) a pour objectif de réaliser une couverture des zones les plus intéressantes sur le plan écologique, essentiellement dans la perspective d’améliorer la connaissance du patrimoine naturel national et de fournir aux différents décideurs un outil d’aide à la prise en compte de l’environnement dans l’aménagement du territoire.
Trois ZNIEFF de type 1 sont recensées sur la commune :
- le « cours amont de la rivière de la Berre » (188 ha), couvrant 8 communes du département[20] ;
- le « massif de Fontfroide méridional » (1 679 ha), couvrant 4 communes du département[21] ;
- le « plateau oriental de Villesèque-des-Corbières » (3 272 ha), couvrant 4 communes du département[22] ;

et trois ZNIEFF de type 2, : 
- les « Corbières centrales » (68 810 ha), couvrant 56 communes dont 54 dans l'Aude et 2 dans les Pyrénées-Orientales[23] ;
- les « Corbières orientales » (30 263 ha), couvrant 19 communes dont 12 dans l'Aude et 7 dans les Pyrénées-Orientales[24] ;
- le « massif de Fontfroide » (7 712 ha), couvrant 10 communes du département[25].

Carte des ZNIEFF de type 2 à Villesèque-des-Corbières.
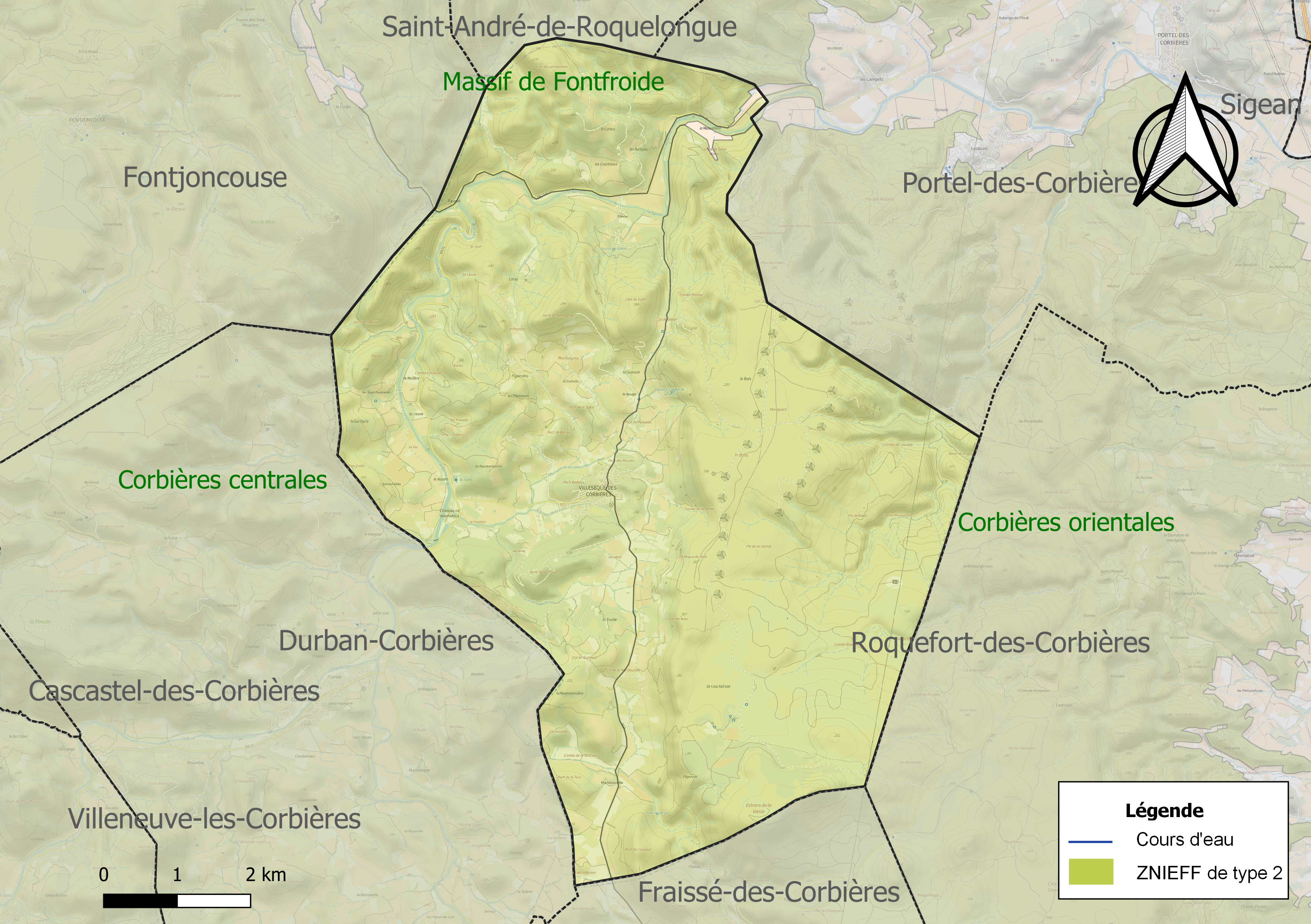
Carte des ZNIEFF de type 2 sur la commune.

## Urbanisme

### Typologie
Au 1er janvier 2024, Villesèque-des-Corbières est catégorisée commune rurale à habitat dispersé, selon la nouvelle grille communale de densité à 7 niveaux définie par l'Insee en 2022.
Elle est située hors unité urbaine. Par ailleurs la commune fait partie de l'aire d'attraction de Narbonne, dont elle est une commune de la couronne,. Cette aire, qui regroupe 71 communes, est catégorisée dans les aires de 50 000 à moins de 200 000 habitants,.

### Occupation des sols
L'occupation des sols de la commune, telle qu'elle ressort de la base de données européenne d’occupation biophysique des sols Corine Land Cover (CLC), est marquée par l'importance des forêts et milieux semi-naturels (75,8 % en 2018), en augmentation par rapport à 1990 (74,2 %). La répartition détaillée en 2018 est la suivante : 
milieux à végétation arbustive et/ou herbacée (71,7 %), cultures permanentes (18,6 %), zones agricoles hétérogènes (4,8 %), forêts (4,1 %), zones urbanisées (0,8 %). L'évolution de l’occupation des sols de la commune et de ses infrastructures peut être observée sur les différentes représentations cartographiques du territoire : la carte de Cassini (XVIIIe siècle), la carte d'état-major (1820-1866) et les cartes ou photos aériennes de l'IGN pour la période actuelle (1950 à aujourd'hui).

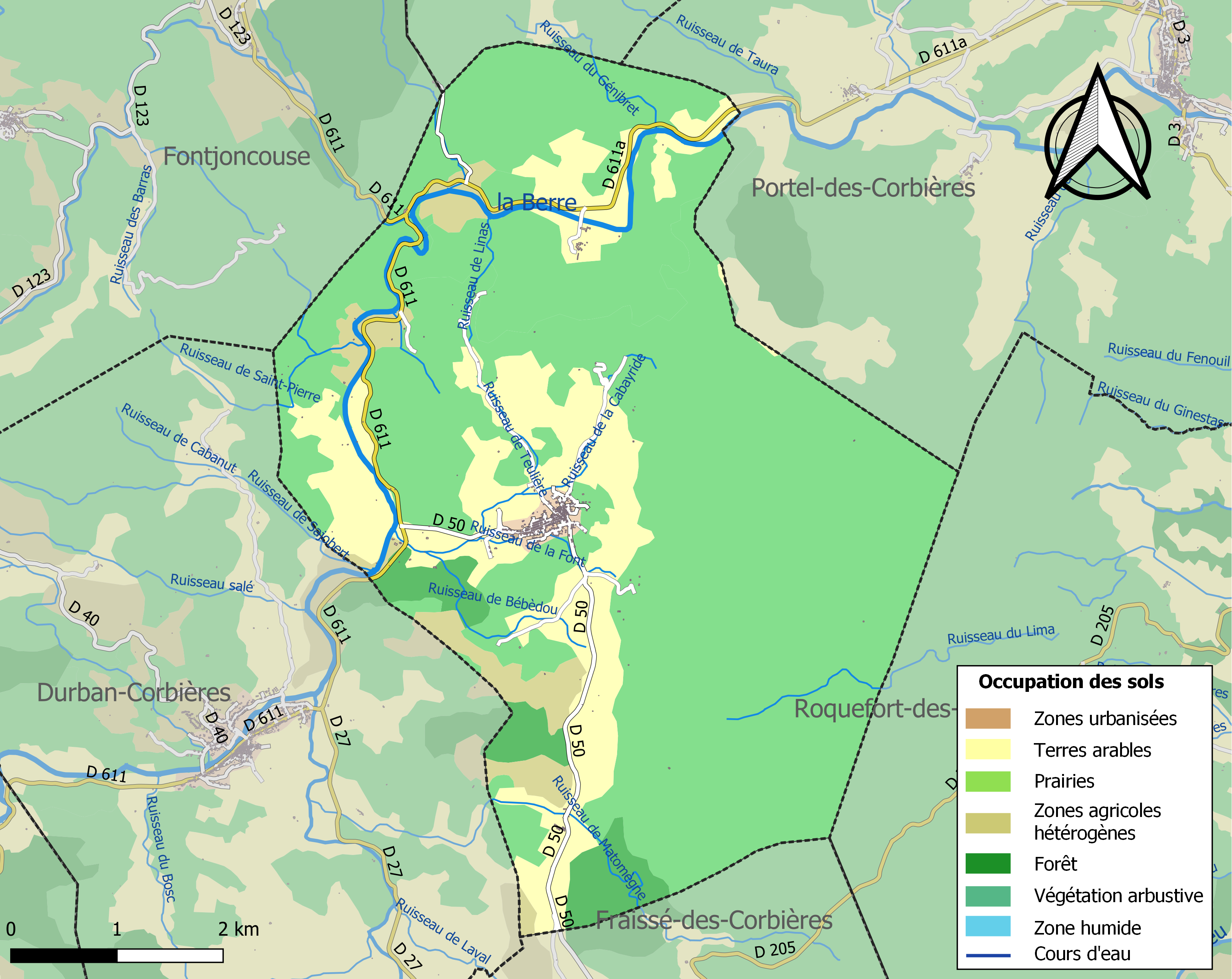
Carte des infrastructures et de l'occupation des sols de la commune en 2018 (CLC).

### Risques majeurs
Le territoire de la commune de Villesèque-des-Corbières est vulnérable à différents aléas naturels : météorologiques (tempête, orage, neige, grand froid, canicule ou sécheresse), inondations, feux de forêts et séisme (sismicité faible). Un site publié par le BRGM permet d'évaluer simplement et rapidement les risques d'un bien localisé soit par son adresse soit par le numéro de sa parcelle.
Certaines parties du territoire communal sont susceptibles d’être affectées par le risque d’inondation par débordement de cours d'eau, notamment le ruisseau de Glandes. La commune a été reconnue en état de catastrophe naturelle au titre des dommages causés par les inondations et coulées de boue survenues en 1982, 1986, 1992, 1996, 1999, 2003, 2005, 2006, 2009 et 2014,.

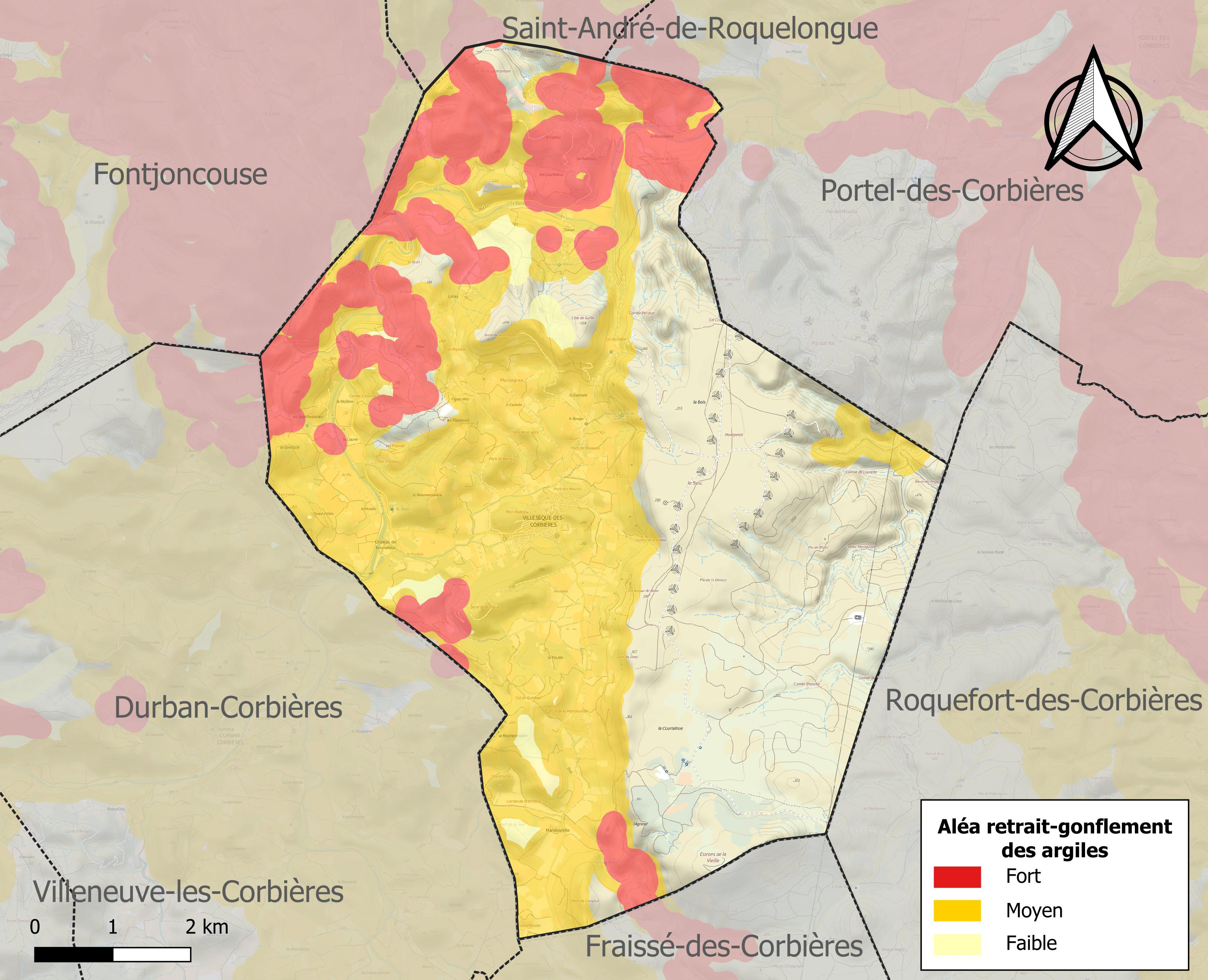
Carte des zones d'aléa retrait-gonflement des sols argileux de Villesèque-des-Corbières.

Le retrait-gonflement des sols argileux est susceptible d'engendrer des dommages importants aux bâtiments en cas d’alternance de périodes de sécheresse et de pluie. 58,5 % de la superficie communale est en aléa moyen ou fort (75,2 % au niveau départemental et 48,5 % au niveau national). Sur les 288 bâtiments dénombrés sur la commune en 2019, 288 sont en aléa moyen ou fort, soit 100 %, à comparer aux 94 % au niveau départemental et 54 % au niveau national. Une cartographie de l'exposition du territoire national au retrait gonflement des sols argileux est disponible sur le site du BRGM,.

## Politique et administration

### Liste des maires
| Période                                  | Période    | Identité          | Étiquette | Qualité |
| ---------------------------------------- | ---------- | ----------------- | --------- | ------- |
| mars 2014                                | avril 2020 | Alain Castello    |           |         |
| mars 2008                                | 2014       | Pierre Vidal      |           |         |
| mars 2001                                | 2008       | Catherine Coustal |           |         |
| 1983                                     | 2001       | Jean Boyer        | PS        |         |
| Les données manquantes sont à compléter. |            |                   |           |         |

## Démographie
| 1793 | 1800 | 1806 | 1821 | 1831 | 1836 | 1841 | 1846 | 1851 |
| ---- | ---- | ---- | ---- | ---- | ---- | ---- | ---- | ---- |
| 297  | 320  | 315  | 467  | 521  | 475  | 470  | 468  | 497  |

| 1856 | 1861 | 1866 | 1872 | 1876 | 1881 | 1886 | 1891 | 1896 |
| ---- | ---- | ---- | ---- | ---- | ---- | ---- | ---- | ---- |
| 504  | 480  | 481  | 512  | 694  | 882  | 875  | 807  | 804  |

| 1901 | 1906 | 1911 | 1921 | 1926 | 1931 | 1936 | 1946 | 1954 |
| ---- | ---- | ---- | ---- | ---- | ---- | ---- | ---- | ---- |
| 817  | 716  | 648  | 673  | 620  | 619  | 610  | 486  | 453  |

| 1962 | 1968 | 1975 | 1982 | 1990 | 1999 | 2006 | 2008 | 2013 |
| ---- | ---- | ---- | ---- | ---- | ---- | ---- | ---- | ---- |
| 456  | 455  | 348  | 310  | 306  | 312  | 372  | 388  | 380  |

| 2018 | 2022 | - | - | - | - | - | - | - |
| ---- | ---- | - | - | - | - | - | - | - |
| 371  | 379  | - | - | - | - | - | - | - |

## Économie

### Revenus
En 2018  (données Insee publiées en septembre 2021), la commune compte 170 ménages fiscaux, regroupant 354 personnes. La médiane du revenu disponible par unité de consommation est de 15 980 € (19 240 € dans le département).

### Emploi
| Division       | 2008   | 2013   | 2018   |
| -------------- | ------ | ------ | ------ |
| Commune        | 12,7 % | 13 %   | 15 %   |
| Département    | 10,2 % | 12,8 % | 12,6 % |
| France entière | 8,3 %  | 10 %   | 10 %   |

En 2018, la population âgée de 15 à 64 ans s'élève à 233 personnes, parmi lesquelles on compte 76,4 % d'actifs (61,4 % ayant un emploi et 15 % de chômeurs) et 23,6 % d'inactifs,. Depuis 2008, le taux de chômage communal (au sens du recensement) des 15-64 ans est supérieur à celui de la France et du département.
La commune fait partie de la couronne de l'aire d'attraction de Narbonne, du fait qu'au moins 15 % des actifs travaillent dans le pôle,. Elle compte 82 emplois en 2018, contre 92 en 2013 et 90 en 2008. Le nombre d'actifs ayant un emploi résidant dans la commune est de 145, soit un indicateur de concentration d'emploi de 56,6 % et un taux d'activité parmi les 15 ans ou plus de 57,9 %.
Sur ces 145 actifs de 15 ans ou plus ayant un emploi, 57 travaillent dans la commune, soit 39 % des habitants. Pour se rendre au travail, 80,7 % des habitants utilisent un véhicule personnel ou de fonction à quatre roues, 0,7 % les transports en commun, 8,3 % s'y rendent en deux-roues, à vélo ou à pied et 10,3 % n'ont pas besoin de transport (travail au domicile).

### Activités hors agriculture

#### Secteurs d'activités
34 établissements sont implantés  à Villesèque-des-Corbières au 31 décembre 2019. Le tableau ci-dessous en détaille le nombre par secteur d'activité et compare les ratios avec ceux du département,.
| Secteur d'activité                                                                                        | Commune | Commune | Département |
| Secteur d'activité                                                                                        | Nombre  | %       | %           |
| --- | ------- | ------- | ----------- |
| Ensemble                                                                                                  | 34      |         |             |
| Industrie manufacturière, industries extractives et autres                                                | 8       | 23,5 %  | (8,8 %)     |
| Construction                                                                                              | 6       | 17,6 %  | (14 %)      |
| Commerce de gros et de détail, transports, hébergement et restauration                                    | 16      | 47,1 %  | (32,3 %)    |
| Activités spécialisées, scientifiques et techniques et activités de services administratifs et de soutien | 1       | 2,9 %   | (13,3 %)    |
| Autres activités de services                                                                              | 3       | 8,8 %   | (8,8 %)     |

Le secteur du commerce de gros et de détail, des transports, de l'hébergement et de la restauration est prépondérant sur la commune puisqu'il représente 47,1 % du nombre total d'établissements de la commune (16 sur les 34 entreprises implantées  à Villesèque-des-Corbières), contre 32,3 % au niveau départemental.

#### Entreprises
Les deux entreprises ayant leur siège social sur le territoire communal qui génèrent le plus de chiffre d'affaires en 2020 sont : 
- VHC France, culture de la vigne (153 k€) ;
- La Villesequoise, transports routiers de fret de proximité (96 k€).

### Agriculture
La commune est dans la « Région viticole » de l'Aude, une petite région agricole occupant une grande partie centrale du département, également dénommée localement « Corbières Minervois et Carcasses-Limouxin ». En 2020, l'orientation technico-économique de l'agriculture  sur la commune est la viticulture.
|               | 1988 | 2000 | 2010 | 2020 |
| ------------- | ---- | ---- | ---- | ---- |
| Exploitations | 65   | 53   | 25   | 16   |
| SAU (ha)      | 593  | 607  | 368  | 217  |

Le nombre d'exploitations agricoles en activité et ayant leur siège dans la commune est passé de 65 lors du recensement agricole de 1988  à 53 en 2000 puis à 25 en 2010 et enfin à 16 en 2020, soit une baisse de 75 % en 32 ans. Le même mouvement est observé à l'échelle du département qui a perdu pendant cette période 60 % de ses exploitations,. La surface agricole utilisée sur la commune a également diminué, passant de 593 ha en 1988 à 217 ha en 2020. Parallèlement la surface agricole utilisée moyenne par exploitation a augmenté, passant de 9 à 14 ha.

## Culture locale et patrimoine

### Lieux et monuments

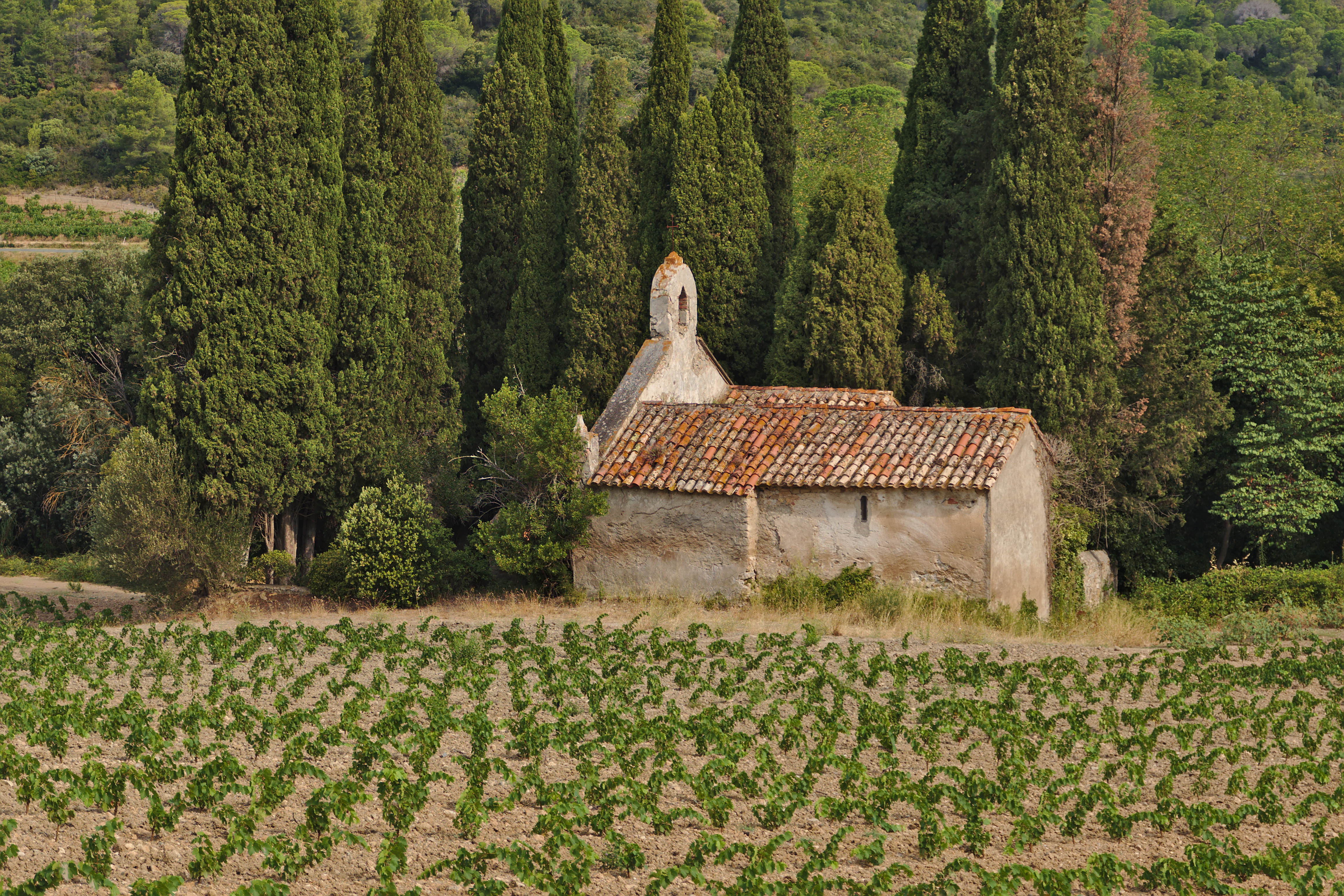
Chapelle de Gléon.

- Chapelle de Gléon. La Chapelle (à l'exclusion des deux chapelles modernes situées au Nord) a été inscrite au titre des monuments historiques en 1984[43].
- Église Saint-André de Villesèque-des-Corbières
- Château de Gléon
- Forêt de Fontfroide
- Gorges de Turi ou de Ripaud sont inscrits au titre des sites naturels depuis 1943[44].

## Vie locale
- SFYI (Southern France Youth Institute) est un institut privé qui accueille des étudiants principalement des États-Unis pour venir y apprendre la langue et la culture françaises. Elle est dorénavant fermée.

### Héraldique
| Blason de Villesèque-des-Corbières | Blason  | D’azur aux trois tours d’or et au lambel de même. |
| Blason de Villesèque-des-Corbières | Détails | Le statut officiel du blason reste à déterminer.  |